# Topologisk abelsk grupp
Inom matematiken är en topologisk abelsk grupp en topologisk grupp som också är en abelsk grupp. I andra ord är den samtidigt en grupp och ett topologiskt rum så att gruppoperationerna är kontinuerliga och gruppens binära operation är kommutativ. 
Lokalt kompakta topologiska abelska grupper används mycket inom harmonisk analys.